# Fondali dell'Arcipelago delle Isole Egadi
Fondali dell'Arcipelago delle Isole Egadi este o arie protejată (arie specială de conservare — SAC, sit de importanță comunitară — SCI) din Italia întinsă pe o suprafață de 54.655 ha, din care 93 % marine.

## Localizare
Centrul sitului Fondali dell'Arcipelago delle Isole Egadi este situat la coordonatele 37°57′17″N 12°12′43″E / 37.954722°N 12.211944°E.

## Înființare
Situl Fondali dell'Arcipelago delle Isole Egadi a fost declarat sit de importanță comunitară în septembrie 1995 pentru a proteja 3 specii de animale. Situl a fost protejat și ca arie specială de conservare în iunie 2019.

## Biodiversitate
Situată în ecoregiunea mediteraneană, aria protejată conține 4 habitate naturale: Peșteri marine scufundate complet sau parțial, Straturi cu Posidonia (Posidonion oceanicae), Bancuri de nisip acoperite în permanență slab de apă marină, Recifuri.
La baza desemnării sitului se află mai multe specii protejate:
- mamifere (2): foca-călugăr (Monachus monachus), delfin mare (Tursiops truncatus)
- reptile (1): Caretta caretta

Pe lângă speciile protejate, pe teritoriul sitului au mai fost identificate 9 specii de plante, 2 specii de mamifere, 27 de specii de nevertebrate, 16 specii de pești.